# Mohammed Naguib
Pour les articles homonymes, voir Mohamed Naguib (football) et Naguib.
Ne doit pas être confondu avec Mohammad Najibullah.
Mohammed Naguib, (arabe : محمد نجيب), dont le nom complet est Mohammed Naguib Youssef Kotp Elkashlan, né le 19 février 1901 à Khartoum et mort le 28 août 1984 au Caire, est un militaire et homme d'État égyptien. Il est le premier président de la république d'Égypte. Il occupe ce poste depuis la proclamation de la République le 18 juin 1953 au 14 novembre 1954.

## Biographie

### Jeunesse

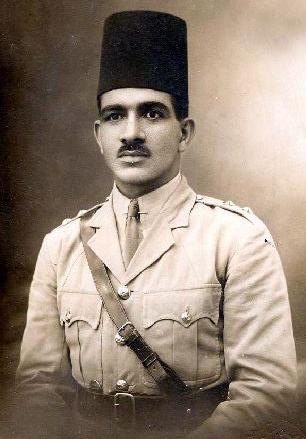
Mohammed Naguib (1925).

Mohammed Naguib né à Khartoum, au Soudan, de père égyptien et de mère soudanaise. Sa famille est une grande famille scientifique en Égypte à l'époque et son père sert dans l'armée égyptienne au Soudan.
Naguib passe ses années de formation au Soudan, où il joue avec les animaux de la savane et avec des soldats de plomb. Sa maison est également décorée de trophées de chasse. Mais son père ne veut pas qu'il soit militaire comme lui. Par conséquent, Naguib devient d'abord traducteur, puis, plus tard, il obtient un diplôme en sciences politiques et en droits civiques. Entre-temps, son père étant mort en 1916, il est allé s'installer au Caire. Mais il ne termine pas son doctorat car sa carrière militaire, menée au mépris de la volonté paternelle, commence à décoller. Néanmoins, il a trouvé le temps de peaufiner son apprentissage de l'anglais, du français, de l'italien et de l'allemand. Naguib a également commencé à apprendre l'hébreu dans les années 1950 et peu après la Révolution, il demande que l'hébreu soit enseigné dans les écoles militaires pour pouvoir déchiffrer les messages tactiques israéliens lors de la guerre contre Israël.

### Carrière

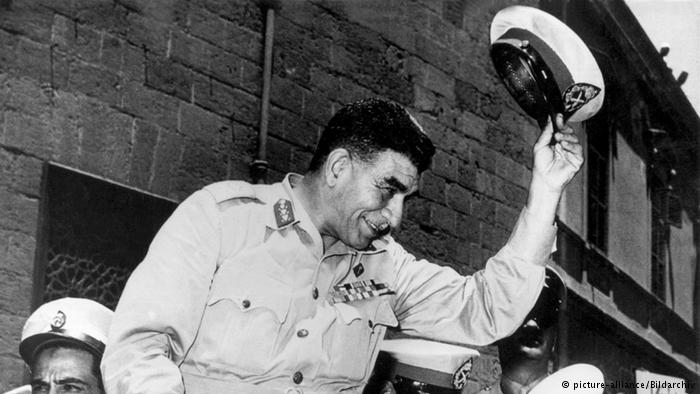
Mohamed Naguib au Caire pendant la révolution de juillet 1952.

Il est le meneur du Mouvement des officiers libres qui renverse le roi Farouk le 23 juillet 1952. Il devient, le 17 septembre 1952, Premier ministre du roi Fouad II (ayant succédé à son père Farouk). Le 18 juin 1953, Naguib déclare la fin de la monarchie égyptienne et soudanaise et l'établissement de la République dont il devint le premier président tout en conservant son poste de Premier ministre. Gamal Abdel Nasser est son Premier ministre adjoint. Cependant, il est accusé par Nasser d'être trop proche des Frères musulmans, qui sont vus à cette époque comme de dangereux agitateurs de l'ordre social. Il est également favorable à l'idée d'un retour à l'ordre constitutionnel mais contre les tribunaux révolutionnaires, contrairement à Gamal Abdel Nasser. Il est nommé président de la République parlementaire le 27 février 1954. Face à ces divergences avec ce dernier, il se voit obligé de démissionner le 14 novembre 1954. Gamal Abdel Nasser lui succède en échange de la création d'une assemblée constituante chargée de rédiger la constitution de l'Égypte républicaine.
À la fin de l'année 1954, Naguib est mis en résidence surveillée, car accusé d'être impliqué dans une tentative d'assassinat contre Nasser. Il y reste jusqu'en 1970, date du décès de ce dernier, décidant alors de se retirer de la vie politique égyptienne. Il meurt en 1984.

## Décorations
- Grand maître et grand collier de l'ordre du Nil.
- Grand maître et grand cordon de l'ordre de la république arabe d'Égypte.
- Grand maître et grand-croix de l'ordre du Mérite.
- Classe majeur de l'ordre de la Vertu.
- Grand cordon de l'ordre d'Ismaïl.

## Publications
- (ar) J'étais Président de l'Égypte : Mémoires (كنت رئيسا لمصر).